# Mordellistena hirticula
Mordellistena hirticula är en skalbaggsart som beskrevs av Smith 1883. Mordellistena hirticula ingår i släktet Mordellistena och familjen tornbaggar. Inga underarter finns listade i Catalogue of Life.